# Nohant-Vic

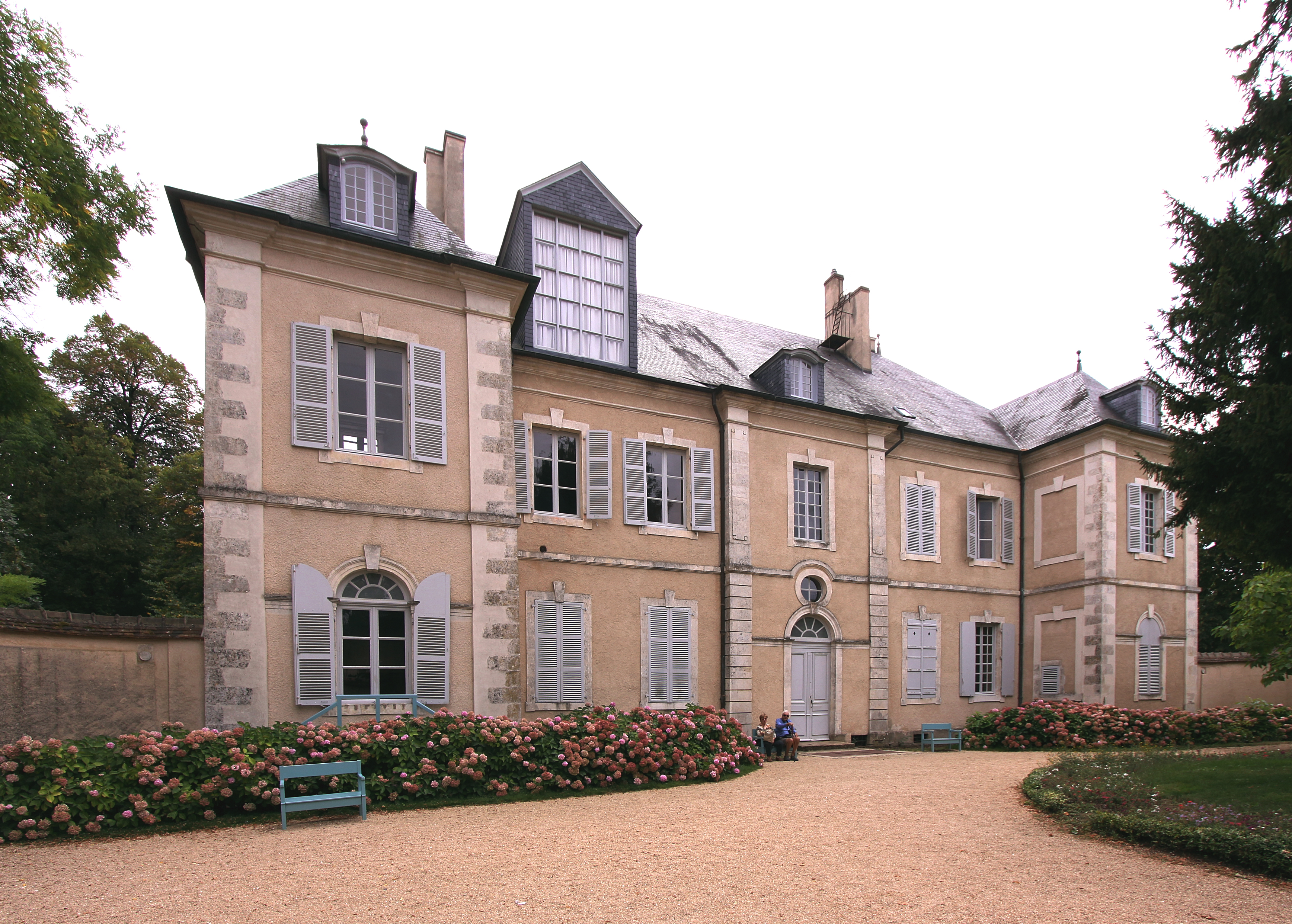
Maison de George Sand

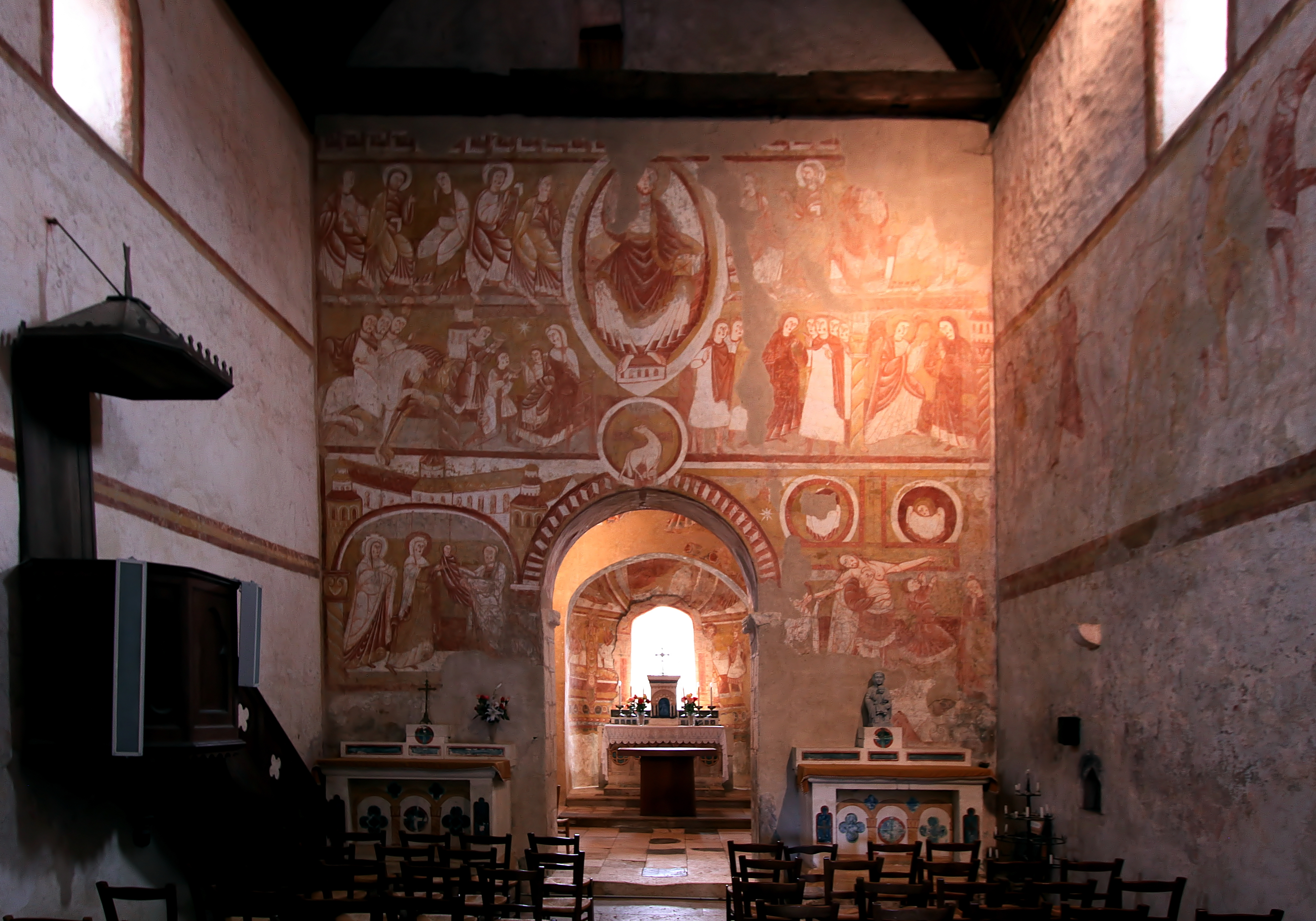
Pfarrkirche Saint-Martin – Langhaus mit Fresken

Nohant-Vic ist eine französische Gemeinde mit 451 Einwohnern (Stand 1. Januar 2022) im Département Indre in der Region Centre-Val de Loire.

## Geographie
Nohant-Vic liegt rund 28 Kilometer südöstlich von Châteauroux. Das Gemeindegebiet wird vom Fluss Indre und seinem Zufluss Igneraie durchquert, die Mündung selbst erfolgt jedoch erst in der Nachbargemeinde Montipouret.
| Montipouret |                                             | Saint-Chartier         |
| Montipouret | Kompassrose, die auf Nachbargemeinden zeigt | Verneuil-sur-Igneraie  |
| Sarzay      | Montgivray                                  | Lourouer-Saint-Laurent |

## Sehenswürdigkeiten
- Maison de George Sand – Das Ende des 17. Jahrhunderts für den Gouverneur von Vierzon gebaute Anwesen wurde im Jahr 1793 von Madame Dupin de Francueil, der Großmutter der Schriftstellerin, erworben. George Sand verbrachte ihre Kindheit und Jugend in Nohant-Vic und schrieb dort einen großen Teil ihres Werkes. Zu ihren Gästen in Nohant zählten Franz Liszt und Marie d’Agoult, Balzac, Chopin, Flaubert und der Maler Delacroix, der dort ein Atelier hatte. Das Anwesen ist heute im Staatsbesitz und wird von der nationalen Denkmalsverwaltung (Centre des monuments nationaux) unterhalten.[1]
- Fresken von Vic – Die Ortschaft Vic (aus dem lateinischen Vicus) ist gallo-römischen Ursprungs. Die Siedlung wurde wahrscheinlich frühzeitig christianisiert und gehörte seit den Gregorianischen Reformen um 1100 zur mächtigen Benediktinerabtei Déols. Die kleine Pfarrkirche Saint-Martin bestand zu dieser Zeit aus einem einfachen Kirchenschiff und einem rechteckigen Chor. Im frühen 12. Jahrhundert kamen dann die halbkreisförmige Apsis und die südliche Seitenkapelle hinzu. 1849 wurden unter der Tünche Fresken aus dem 12. Jahrhundert entdeckt. Die Malereien bedecken beide Seiten einer Wand zwischen Langhaus und Chor, die Wände des Chors sowie die Wände und die Decke der Apsis. Der Bilderzyklus hat das Hauptthema „Sündenfall und Erlösung des Menschengeschlechtes“. An der Wand des Langhauses thront Christus, und zu seinen Füßen befindet sich in einem Medaillon das mystische Lamm. Auf der Kreuzabnahme rechts an der Wand sind Sonne und Mond dargestellt.

## Demographie
| 1962 | 1968 | 1975 | 1982 | 1990 | 1999 | 2010 | 2018 |
| ---- | ---- | ---- | ---- | ---- | ---- | ---- | ---- |
| 555  | 608  | 514  | 480  | 481  | 500  | 477  | 459  |

## Persönlichkeiten
- Marie-Aurore de Saxe (1748–1821), Tochter von Moritz Graf von Sachsen (1696–1750), die im Jahr 1793 das Anwesen in Nohant kaufte.
- Aurore Dupin, genannt George Sand (1804–1876), Enkelin der vorigen, verbrachte einen Teil ihres Lebens in Nohant. Sie verstarb auf ihrem Landsitz und wurde im Garten des Anwesens begraben.
- Aurore Sand (1866–1961), Schriftstellerin, Malerin und die letzte Eigentümerin des Maison de George Sand, wurde hier geboren und verstarb auch da.